# Carestiella socia
Carestiella socia är en lavart som beskrevs av Bres.. Carestiella socia ingår i släktet Carestiella, och familjen Stictidaceae. Arten är reproducerande i Sverige.